# 芒特普萊森特鎮區 (明尼蘇達州瓦巴沙縣)
芒特普萊森特鎮區（英語：Mount Pleasant Township）是位於美國明尼蘇達州瓦巴沙縣的一個行政鎮區。

## 歷史
芒特普萊森特鎮區於1858年成立，因其海拔之高能一覽眾山之美景而得名。

## 地方資料
芒特普萊森特鎮區的面積為93.21平方千米，當中陸地面積為93.12平方千米，而水域面積為0.09平方千米。根據2020年美國人口普查的數據，當地共有人口447人，而人口密度為每平方千米4.8人。